# Братский район (Николаевская область)

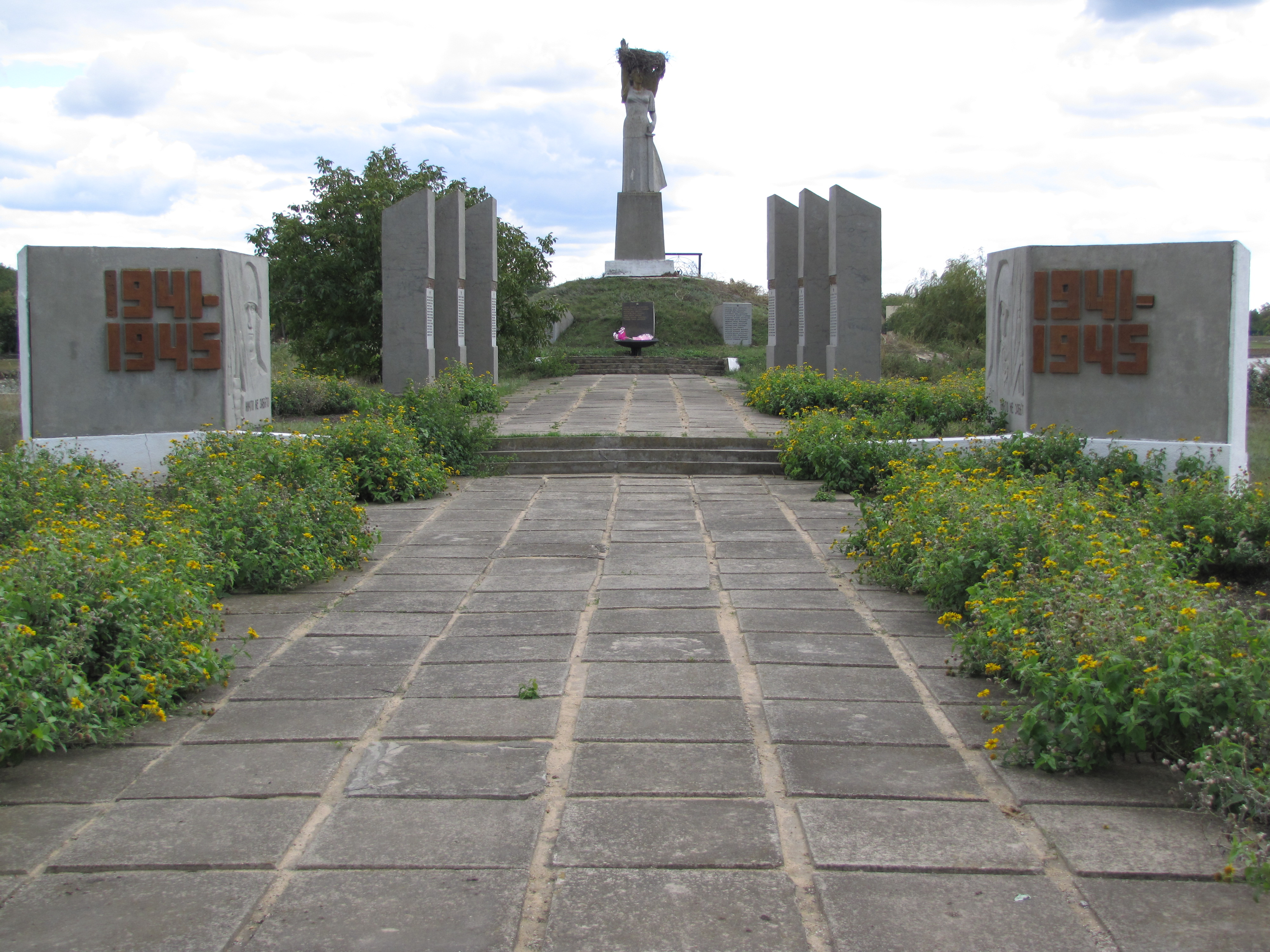

Бра́тский райо́н (укр. Братський район) — упразднённая административная единица на севере Николаевской области Украины. Административный центр — посёлок городского типа Братское. 17 июля 2020 года территория включёна в состав Вознесенского района.

## География

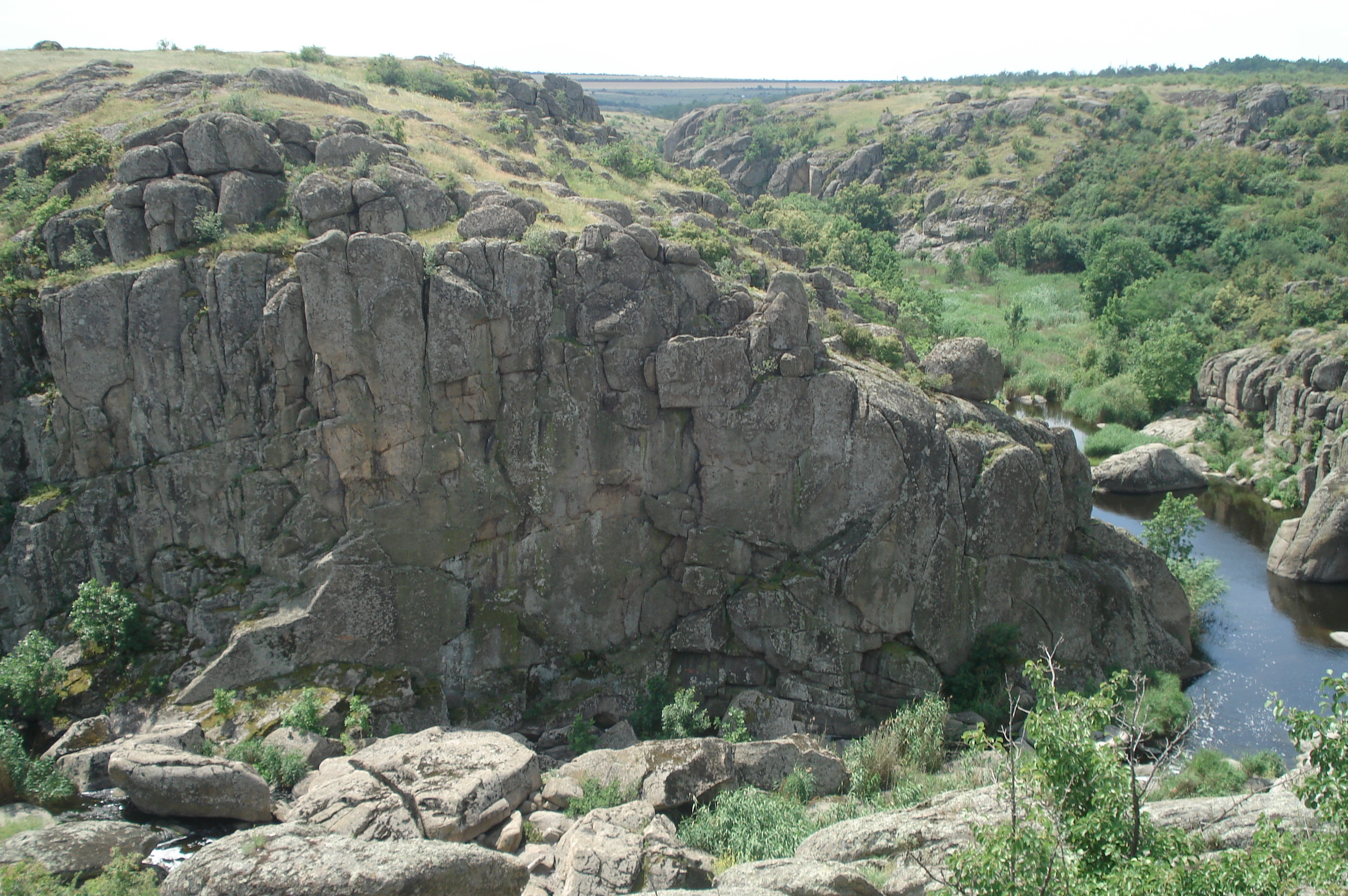
Петропавловский каньон — Национальный парк «Бугский Гард»

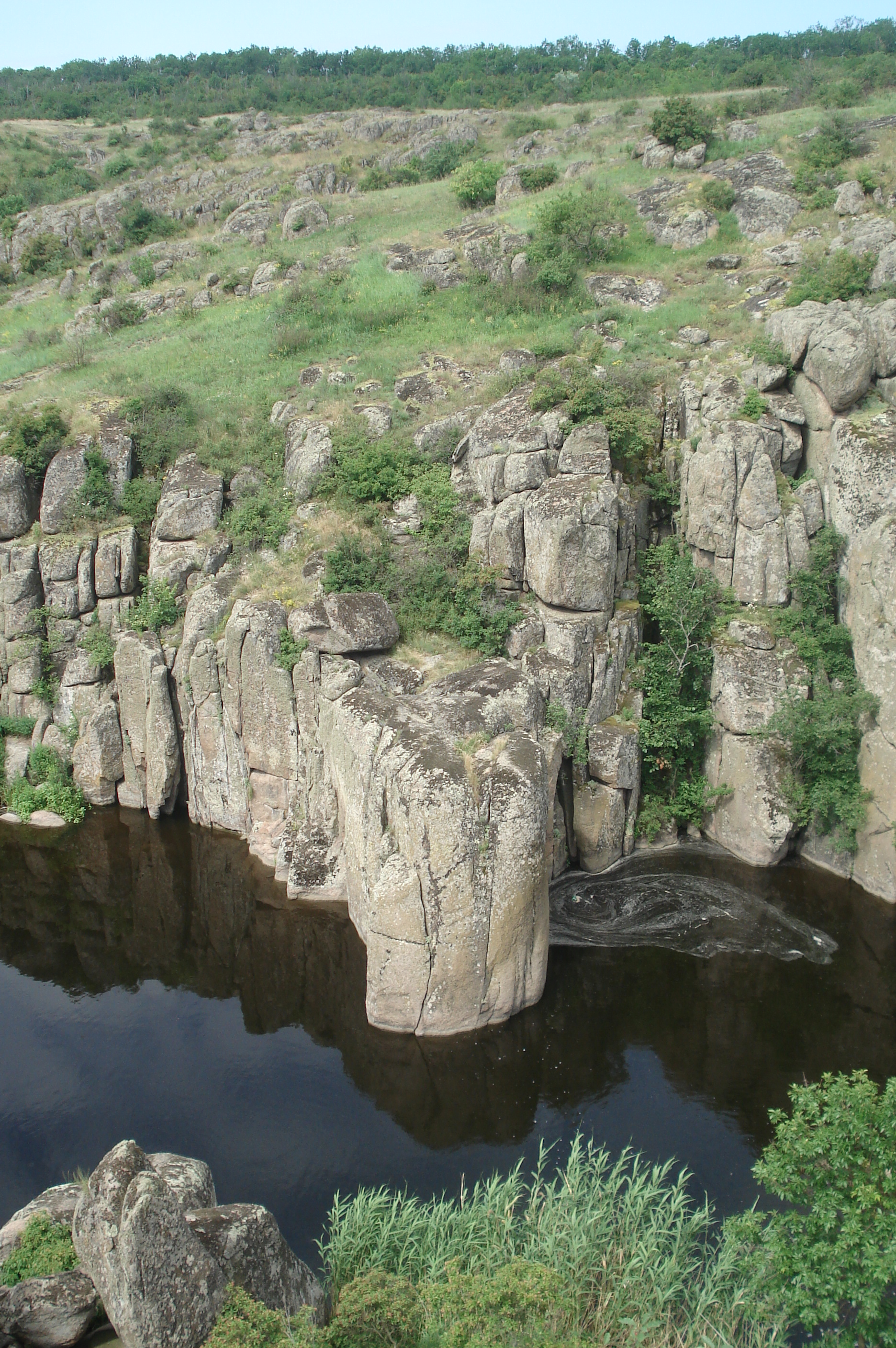
Петропавловский каньон — Национальный парк «Бугский Гард»

Площадь района — 1129 км², в том числе с/х угодий — 100,5 тыс. га, из них пахотных земель — 88,2 тыс. га, площадь водного фонда — 873 га.
На севере граничит с Добровеличковским и Новоукраинскими районами Кировоградской области, на востоке с Бобринецким районом Кировоградской области, на юге с Еланецким и Вознесенским районами Николаевской области, а на западе с Арбузинским районом Николаевской области.

### Водные ресурсы
По территории района протекает 10 рек: Мертвовод, Костоватая, Каменно-Костоватая, Малая Костоватая, Мазница, Гайдамачка, Малая Корабельная, Камышуватая, Гнилой Еланец, Соленная, насчитывается также 4 водохранилища (Кривопустошское, Никольское, Никольское II и Мостовское) и 83 ставка.
Петропавловский каньон, пролегающей по реке Мертвовод. Природный комплекс лесной и водной экосистемы, органично совмещен со скалами и гранитными валунами располагается на одной из старейших участков суши Евразии. Эта местность не погружалась в морские глубины на протяжении 60-ти миллионов лет, а своим течением река Мертвовод создала уникальный каньон — пропасть среди голой степи. Гранитную пропасть в кристаллическом щите, на дне которой журчит ручей Эксампей. Ежегодно в эти места весной и поздней осенью приезжают художники, которые проводят здесь планеры (рисунок с натуры). А здесь действительно есть на что посмотреть: скалы, пещеры, водовороты и пороги, каменные произведения природы имеют свои названия, их в с. Петропавловка иногда сравнивают с героями сказочных персонажей, бунтовщиками. Указом Президента Украины от 30.04.2009 г. № 279 / 2009 «О создании Национального природного парка» Бугский Гард", территорию Петропавловского каньона площадью 326 га отнесены в Национальный природный парк «Бугский Гард».

### Лесные массивы
Территория Братского лесничества составляет 1,5 тыс. га, леса района относятся к I категории. На территории лесничества расположены два ценных и наиболее живописных урочища «Дубовая балка» и «Хомутец» каждый размером около 500 га, возраст деревьев в которых насчитывает более 50 лет. В пгт. Братское расположена памятка садово-парковой культуры, парк им. Живковича (32 га), который посажен в начале XIX века на месте дубовой рощи архитектором знаменитого Софиевского парка, крепостным-садовником Зарембой, последнего заказал у графа Потоцкого С. Щ., Царский Тайный советник генерал Живкович И. П..
На территории района 4,9 тыс. га лесов, из них 1,55 тыс. га — государственные, 3,35 тыс.га — принадлежат хозяйствам, 96,0 тыс.га — охотничьих угодий.

### Полезные ископаемые
Месторождения полезных ископаемых на территории района представлены залежами гранита. Они достаточно большие, поэтому возможна их промышленная добыча. Семь месторождений, расположены на территории Братского поселкового совета, Шевченковского, Анновского, Кривопустошского, Миролюбовского, Камянокостуватского сельских советов.
Экологической проблемой района является исчезновение природных ресурсов питьевой воды на территории Братского поселкового совета, а также Кривопустошского, Новоконстантиновского, Шевченковского и Ильичевского сельских советов — это связано с тем, что в 1970—1980 годы прошлого века производилось подземное выщелачивания урана на шахте «Восток-2» ВостГОК, которая работала на территории района.

## Демография
Население — 17 393 человека. В том числе в городских условиях проживают 5 164 человека.
По переписи 2001 года распределение жителей района по родному языку был следующим::
- украинский — 86,13 %
- русский — 9,97 %
- молдавский — 3,20 %
- армянский — 0,34 %
- белорусский — 0,11 %
- гагаузский — 0,06 %
- болгарский — 0,05 %

## Административное устройство
Количество советов:
- поселковых — 1
- сельских — 15

Количество населённых пунктов:
- посёлков городского типа — 1
- сёл — 58
- посёлков сельского типа — 1

### Населённые пункты
Список населённых пунктов района находится внизу страницы
Ликвидированные сёла:
- Алексеевка (укр. Олексіївка) — в 1980-х годах
- Артёмовка (укр. Артемівка) — в 1970-х годах
- Владимировка (укр. Володимирівка) — в 1980-х годах
- Волков (укр. Вовків) — 27.06.1989 года
- Каменный Поток (укр. Кам'яний Потік) — в 1970-х годах
- Крупское (укр. Крупське) — в конце 1980-х годов
- Маломарьяновка (укр. Маломар'янівка) — 24.04.2001 года
- Пахомово (укр. Пахомове) — в 1970-х годах
- Петровское (укр. Петрівське) — в 1980-х годах
- Семёновка (укр. Семенівка) — в 1970-х годах

## История
Северное Причерноморье, где расположен Братский район — довольно значительная часть территории Украины. Учеными, изучавшими эту территорию, было доказано, что древние поселения на территории района существовали уже полторы-две тысячи лет назад. Об этом свидетельствуют две сотни древних могил-курганов, которые возвышаются в примертвоводских степях по всей территории Братщины. Раскопки, выполненные археологами, подтвердили, что эти удивительные и величественные памятники, гораздо древнее знаменитых египетских пирамид.
На границе с Новоукраинским районом у истока реки Костоватая, расположена местность Экзампей — Сакральный центр Великой Скифии (Пуп Земли). Загадочный Экзампей (с греческого- священные пути), впервые описанный еще древнегреческим историком Геродотом. По словам «отца истории», скифский царь Ариант установил большой бронзовый казан, изготовленный из наконечников стрел, — памятник об одной из первых в Европе и самой оригинальной «переписи» народов Великой Скифии.
С более поздних исторических источников известно, что Причерноморские земли активно заселялись уже в XVIII веке императрицей Екатериной II при активной деятельности князя Григория Потемкина.
В 5-7 августа 1941 года, натиск фашистов героически сдерживали на братской земле курсанты Одесского пехотного училища им. Ворошилова, которые уничтожили 100 фашистских автомашин, 11 танков, сотни гитлеровцев. Под Николаевкой погибли 27 курсантов. На автодороге Братское — Еланец у урочища Птичье с 6 на 7 августа мотопехота и три машины 1-го батальона курсантов попали в засаду, 166 человек погибли, 90 пропали без вести. В начале августа 1941 года территория Братского района была оккупирована немецко-фашистскими захватчиками. Вред нанесенный оккупацией исчисляется (по неполным данным) в сумме свыше 400 млн руб. С августа 1941 по март 1944 года в Братском районе было расстреляно и повешено 260 советских граждан, пропало без вести после ареста 232 человек, угнано в Германию 896 человек. Только в местечке Братское было арестовано 132 человек. В ответ на злодеяния немецко-фашистских оккупантов советские люди организовались для борьбы с ними. Под руководством коммунистов на территории Братского района начали создаваться подпольные группы.
В начале октября 1941 года в с. Костоватое из Кировограда прибыл Шевченко Лаврентий Павлович, при помощи Ольги Барабан, дочери В. М. Барабан, Шевченко устанавливает связь с группой молодых патриотов: Иваном Качуром, Иваном Назаренко и Николаем Калийным, Красножоном Николаем Афанасьевичем (с. Михайло-Жуково), Чупринюком Сергеем Иосифовичем (с. Дончино), Бондаренко Василием Куприяновичем (с. Петровка), Назаренко Григорием Яковлевичем (с. Павлогорковка Бобринецкого района) и другими. Подпольщики громили в округе полицейские участки. Часть членов группы погибли в боях с врагом. После зверских пыток Назаренко Г. Я., Барабан Ольга, её мать Барабан В. М., Назаренко Мария Сергеевна — мать Назаренко Г. Я., Назаренко Г. И. — отец Назаренко И. Г., Шевченко Мария Игнатьевна — мать Шевченко Л. П., Коклонский С. Д.- отец Коклонского М. С. и другие были повешены оккупантами в селе Анновке в январе 1943 года. Иногда авторы исторических очерков, Ольгу Барабан, называют украинской Зоей Космодемьянской. Арестованные жандармами: Назаренко И. Я., Чупринюк С. И., Рожко И. И., Бондаренко В. К., Назаренко С. И., Красножон Н. А., Хлынов Д., убив конвоиров избежали казни.
В Братском районе была создана и действовала патриотическая комсомольская группа в составе 13 человек. Руководителем её был военнопленный Неделко Владимир. После долгих розысков и слежек немцам и полицаям удалось раскрыть эту группу. Некоторые участники успели скрыться, но большая часть была арестована и после зверских пыток вывезена в г. Вознесенск. В январе 1941 года в г. Вознесенске были казнены: Чернов Юрий Павлович, Загороднюк Галина Тимофеевна, Харитонов Анатолий, Федоров Василий Иванович, Неделко Владимир, Бублик Николай Николаевич, Кившан Петр Иванович и другие.

## Экономика

### Промышленность
Промышленную продукцию в районе выпускают 4 субъекты хозяйствования: 2 промышленных предприятия (ВТЗКП «Відродження», ОАО «Братський сир завод») и подсобные подразделения двух сельскохозяйственных обществ: СТОВ ім. Мичурина, ССПП «Куйбишева».
Финансовые структуры в районе представлены отделениями: Приватбанка, «Райффайзен банк Аваль», Сбербанка Украины, а также 2 филиалами кредитных союзов.

## Известные люди

### В районе родились
- Бенардос, Николай Николаевич (1842—1905)— изобретатель электросварки.
- Живкович (Эрдели) Вера Петровна (1857—?) — мать известной арфистки, профессора Московской консерватории, народной артистки РСФСР Ольги Георгиевны Эрдели.
- Кравченко, Николай Антонович (род. 1953) — художественный руководитель Николаевского Академического Художественного русского драматического театра, заслуженный деятель искусств Украины, заслуженный деятель искусств России.
- Радкевич, Михаил Николаевич (1926—2001) — общественный деятель, краевед, поэт и писатель.
- Саксаганский, Панас Карпович (1859—1940) — актер, режиссёр театра, народный артист СССР (1936).
- Садовский, Николай Карпович (настоящая фамилия — Тобиле́вич; 1856—1933) — российский и украинский актёр и режиссёр.
- Садовская-Барилотти, Мария Карповна (1855—1891) — певица-сопрано и драматическая актриса, сестра И. Тобилевича, М. Садовского и П. Саксаганского.
- Сенчина, Людмила Петровна (1950—2018) — советская и российская певица и актриса, Народная артистка России.
- Укотич, Александра Костантиновна (1851—1880) — жена корифея украинского театра Кропивницкого Марка Лукича.
- Юдов, Микола Олександрович (род.1958) — Ректор Луганської державної акакдемії культури і мистецтв. У 2014 році академія переїхали до м. Києва. доцент, заслужений працівник культури України. Народився в селі Новоолександрівка.